# Largo (Florida)
Largo es una ciudad ubicada en el condado de Pinellas en el estado estadounidense de Florida, de la cual forma parte del área de la Bahía de Tampa. Localizada en la parte central, es el cruce de caminos del condado. En el Censo de 2010 tenía una población de 77.648 habitantes y una densidad de 1.612,87 habitantes por km².
Largo fue incorporada en 1905. En 1913, se convirtió en la primera ciudad del condado de Pinellas en adoptar un gobierno encargado del Consejo. Cambió varias veces su catalogación de  ciudad, y se convirtió, definitivamente, en ciudad en 1974. Era un exportador de productos agrícolas hasta los años 60 en que la afluencia de gente comenzó a transformarla en una comunidad dormitorio. A partir de 1905 hasta 2005, Largo creció desde un área de 9/16 de milla cuadrada a unas 17 (44 km²), y una población de cerca de 300 personas a más de 70.000. Largo comenzó como comunidad agrícola rural y se ha convertido en la tercera ciudad más grande del condado. También está hermanada con Tosayamada (Kochi), Japón. En 2007, fue nombrada Ciudad Nacional del Árbol, después de diecisiete años. 

## Historia
Los habitantes originales de la zona de Largo eran los amerindios tocobaga. También conocida como la cultura de "Safety Harbor" pues su presencia arqueológica permanece cerca del actual Safety Harbor. Los españoles llegaron a la Florida en el siglo XVI. En el siglo XVIII, los tocobaga habían prácticamente desaparecido, después de años de exposición a las enfermedades europeas, a los esfuerzos españoles de la colonización y a la guerra entre España e Inglaterra. El área de Largo, como el resto de condado de Pinellas, fue abandonado en gran parte. En 1763, Inglaterra arrebató la Florida de España. En 1783, España la volvió a conseguir, pero fue forzada a ceder la región a Estados Unidos en 1821, siguiendo la invasión de Andrew Jackson. En 1845, un topógrafo observó el lago Tolulu, al parecer localizado al sur de la bahía y un lugar más inaccesible donde Largo Central Park Nature Preserve se encuentra actualmente. Entre los primeros pobladores anglosajones del área de Largo se encontraban las familias de James y Daniel McMullen alrededor de 1852.

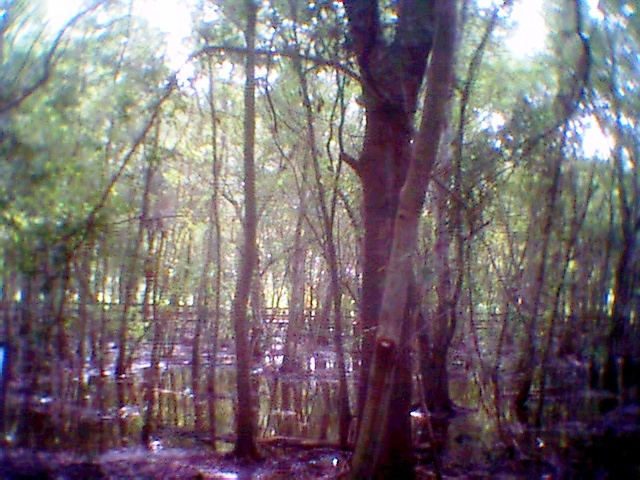
Camino de paso a través de los humedales en "Largo Central Park Nature Preserve", la cuenca del anteriormente "Lake Largo".

Los McMullens y otros colonos criadores de ganados, cultivaron cítricos y verduras y también fueron pescadoers. Durante la Guerra Civil Norteamericana, muchos residentes del área combatieron por los Estados Confederados de América. James y Daniel McMullen eran miembros de la “Cow Cavalry” (“caballería de la vaca”) que conducía el ganado de la Florida a Georgia y a las Carolinas para ayudar a sostener el esfuerzo de la guerra. Otros residentes del área sirvieron en los barcos que rompían el bloqueo. También otros dejaron el área para pasar al servicio en los ejércitos de los Confederados. Después de la guerra, los residentes del área de Largo volvieron a cultivar, administrar sus ranchos y a la pesca. El ferrocarril "Orange Blossom Railroad" alcanzó el área en 1888. Para entonces el lago Tolulu había sido renombrado "Lake Largo", y los residentes de la comunidad al oeste del lago adoptaron el conocido nombre de “Largo“. 

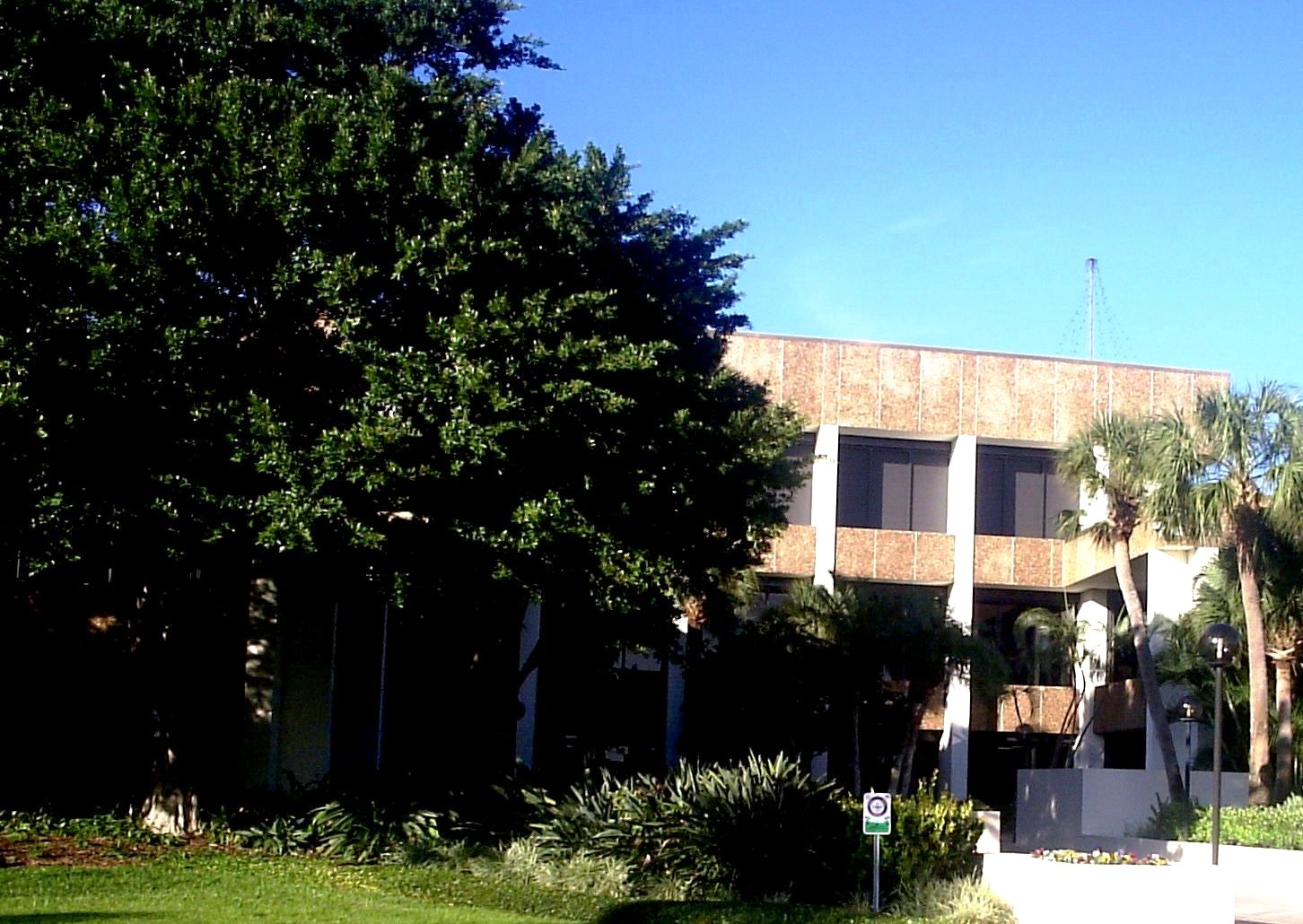
Ayuntamiento de Largo City.

La ciudad del Largo fue incorporada en 1905. El lago largo fue drenado en 1916 para incrementar los terrenos para el crecimiento y el desarrollo. Entre 1910 y 1930, la población de Largo creció cerca del 500%. Entonces y durante décadas después, la economía de Largo estaba basada en la agricultura de cultivo de cítricos, ranchos de ganado, y granjas de cerdos así como alambiques de trementina y serrerías. A Largo se le recuerda mejor como la "Ciudad de los cítricos" de este periodo fue el apogeo del embalaje de los cítricos, las conservas y el transporte al centro.     
La Gran Depresión se manifestó cruelmente en Largo. Largo careció de los recursos financieros para cumplir sus requisitos. Largo volvió a su estatuto y límites de 1913. La población cayó  aproximadamente un 30%. La deuda contraída por la emisión de bonos en los últimos años 20 no fue pagada hasta después de la Segunda Guerra Mundial. 

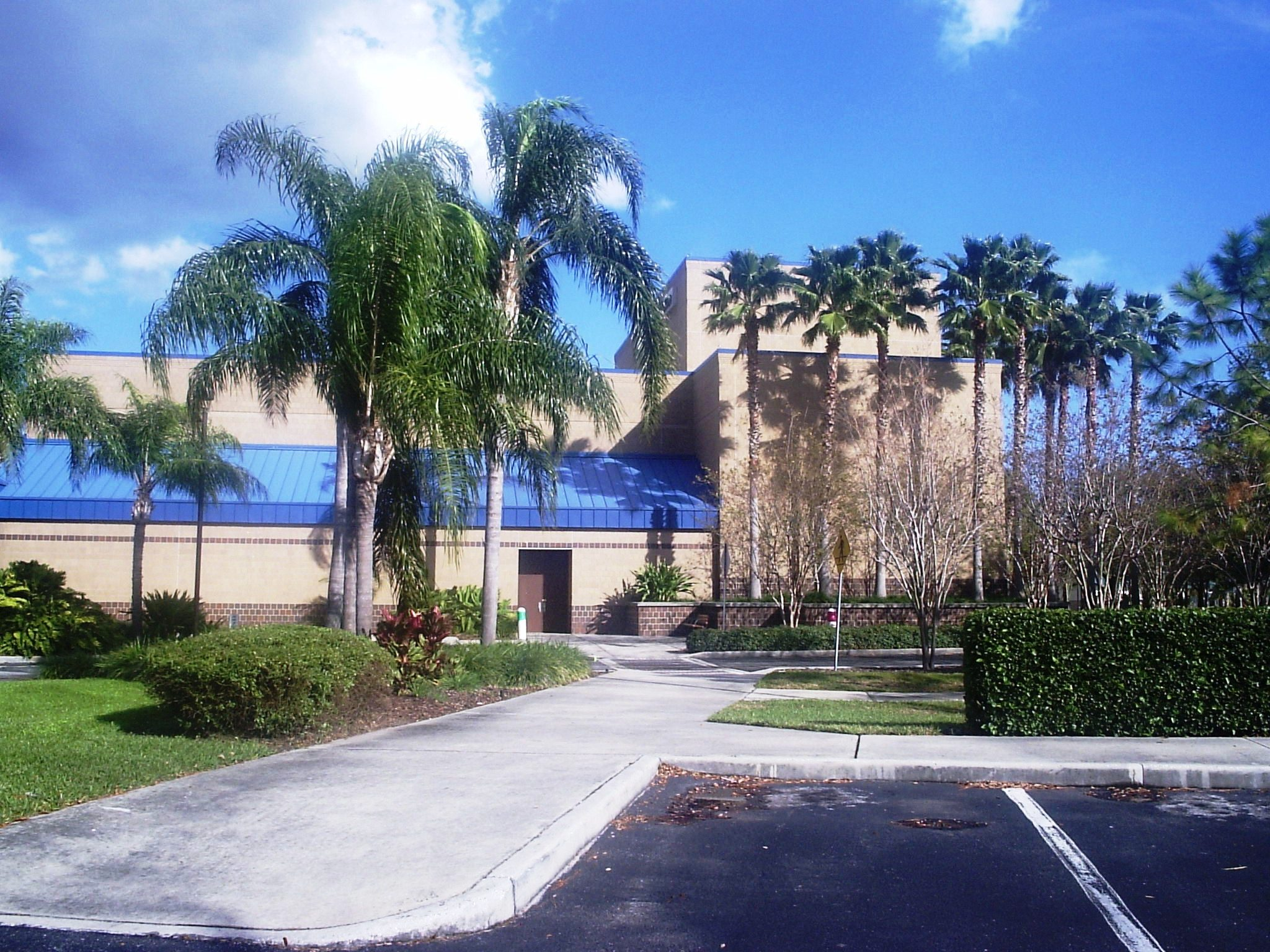
Centro cultural de Largo.

Los años después de la Segunda Guerra Mundial vieron un rápido crecimiento y como la gente comenzó a trasladarse al área y Largo adjuntó tierras circundantes. Durante la carrera de armamentos nucleares, compañías de electrónica como General Electric y Honeywell levantaron la economía. La población aumentó a cerca de 5.000 en 1960, a cerca de 20.000 de 1970, y a cerca de 70.000 en 2005. El área original de Largo era a/16o de una milla cuadrada. Antes de 1982, Largo había alcanzado 13 millas cuadradas (34 km²) y comprendía unas 17 millas cuadradas (44 km²) en 2005. Las cultivos, las granjas, los ranchos y los bosques han dado paso sobre todo a las viviendas y los centros comerciales e industria ligera. La población creciente dio lugar a una necesidad de servicios crecientes de la ciudad. Todos los departamentos consiguieron un crecimiento rápido y mejoras en calidad, especialmente bajo dirección del último alcalde, Thom Feaster. En 1995, Largo Central Park abierto en el lugar del antiguo "Pinellas County Fairgrounds". Es el asentamiento del Largo Cultural Center y el Largo Public Library.
En las elecciones de la comisión del 2006, Largo alcanza dos hitos que fomentan su lema del "Ciudad de Progreso." Patricia Gerard del Partido Demócrata consiguió ser la primera alcaldesa de la ciudad, quien derrotó por estrecho margen al alcalde anterior, Roberto E. Jackson, Ph.D. en una lucha amargamente disputada. (El Dr. Jackson había sido el reelegido por más tiempo por el Partido Demócrata en el condado de Pinellas.)

## Geografía
Largo se ubica en 27°54′30″N 82°46′40″O / 27.90833, -82.77778 (27.908355, -82.777791). Se localiza en el centro del Condado de Pinellas, tocando la "Intracoastal Waterway" por el suroeste y la Bahía de Tampa por el  noreste. Clearwater es localidad vecina de Largo por el norte. Por el  noroeste están las localidades de Belleair y Belleair Bluffs. La ciudad de Pinellas Park se sitúa al sureste de Largo. Seminole se encuentra al suroeste de Largo. La comunidad de "Ridgecrest" forma un gran enclave entre el Largo central y el occidental. Varios enclaves hay también alrededor de la Ciudad de Largo.
En 2004, el área de tierras de Largo era de unas 17 millas cuadradas (44 km²) incluyendo 651 acres (2,6 km²) de terrenos de parques. La zona de menor altura de la ciudad de Largo era el nivel del mar. El punto más elevado de la ciudad estaba a 69 pies (21 m) .  
Dentro del municipio hay varios lagos, el mayor de los cuales es "Taylor Lake" de 53 acres. El arroyo "Allen's Creek" drena la parte noreste de Largo, desembocando en la Bahía de Tampa. El arroyo "McKay Creek" fluye por el suroeste de Largo hasta la Intracoastal Waterway, su cuenca es propensa a inundaciones debido a su tamaño y topografía.

### Clima

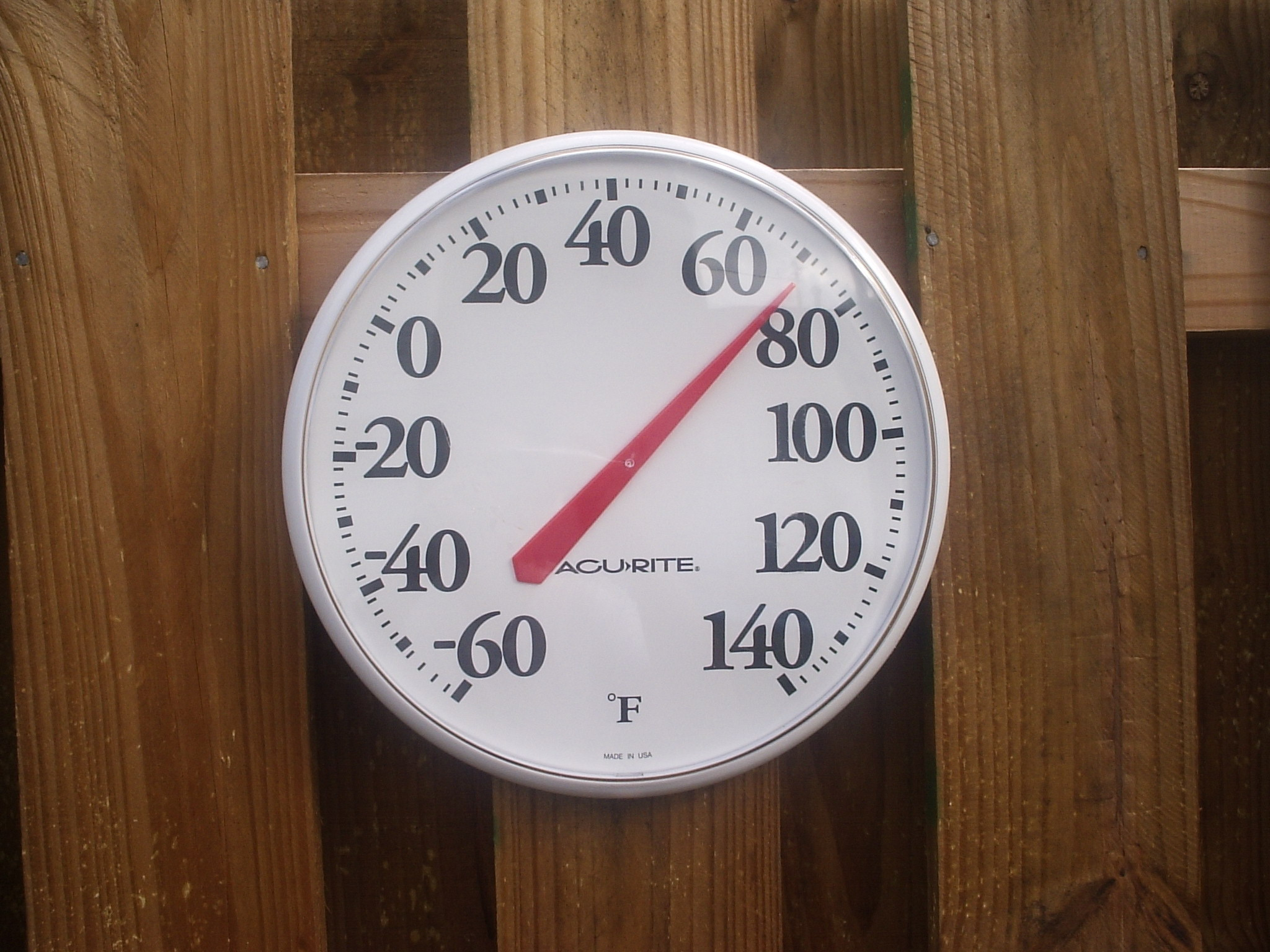
La temperaturas invernales de Largo generalmente son más suaves que en muchas otras partes del país.

Largo se ubica en la Península Pinellas, y su clima debido a su proximidad tiene la influencia del Golfo de México y mediado así mismo por la Bahía de Tampa. En invierno, las temperaturas de la Península Pinellas, son más cálidas que en la región central de  Florida. Los inviernos generalmente son más secos que los meses del resto del año. La mayoría de las precipitaciones tienen lugar en el  verano, cuando la brisa del mar transporta humedad desde el Golfo de México hasta el interior. La temperatura récord más baja de Largo es 22 F, alcanzada el 13 de diciembre de 1962. La temperatura más alta de Largo fue 100 F, y se alcanzó el 5 de julio de 1995.
| Mes                                   | En   | Feb  | Mar  | Abr  | May  | Jun  | Jul  | Ag   | Sep  | Oct  | Nov  | Dic  | Año   |
| ------------------------------------- | ---- | ---- | ---- | ---- | ---- | ---- | ---- | ---- | ---- | ---- | ---- | ---- | ----- |
| Promedio más alto [°F]                | 69   | 71   | 75   | 80   | 86   | 89   | 90   | 90   | 88   | 83   | 77   | 71   | 80    |
| Promedio de temperatura más baja [°F] | 54   | 55   | 60   | 65   | 71   | 75   | 77   | 77   | 76   | 70   | 63   | 56   | 66    |
| Precipitaciones (pulgadas)            | 2.76 | 2.87 | 3.29 | 1.92 | 2.80 | 6.09 | 6.72 | 8.26 | 7.59 | 2.64 | 2.04 | 2.60 | 49.58 |

## Demografía
Según el censo de 2010, había 77.648 personas residiendo en Largo. La densidad de población era de 1.612,87 hab./km². De los 77.648 habitantes, Largo estaba compuesto por el 86,25% blancos, el 5,55% eran negros, el 0,33% eran amerindios, el 2,68% eran asiáticos, el 0,16% eran isleños del Pacífico, el 2,63% eran de otras razas y el 2,38% pertenecían a dos o más razas. Del total de la población el 8,99% eran hispanos o latinos de cualquier raza.

## Educación
El Fortis College tiene un campus en Largo, Florida que ofrece la posibilidad de estudios en los campos de medicina, HVAC y cosmética.
La institución "Escuelas del Condado de Pinellas" gestiona las escuelas públicas.

### Obras Públicas

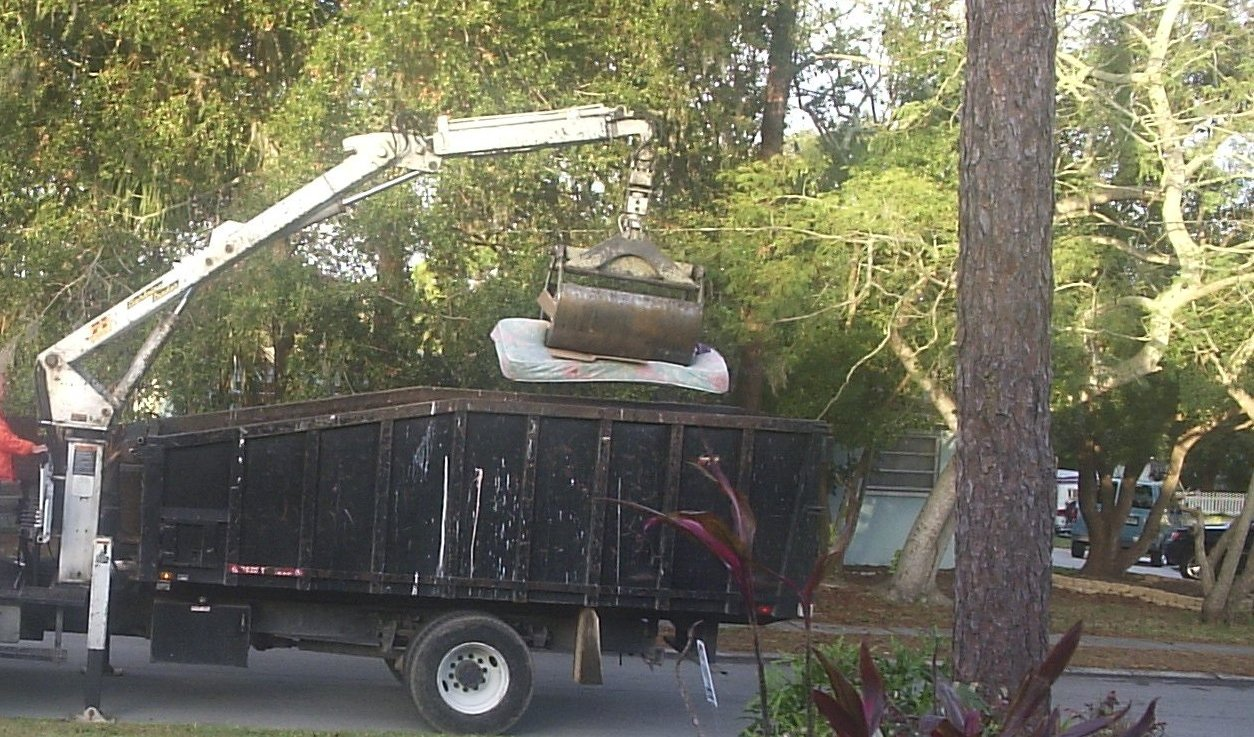
Largo Public Works Claw truck lifting a mattress.

El departamento de Obras Públicas realiza las propias infraestructuas de la ciudad.  Facility Management provides custodial, facility maintenance, construction project management and communications. Fleet Management coordinates vehicle purchasing and maintenance. Streets and Drainage provides installation and maintenance of roadways, storm drainage systems and traffic control signage. Solid Waste provides refuse, yard waste and recycling collection. The City of Largo Public Works Department is also an Accredited Agency.

### Ocio, Parques y Artes

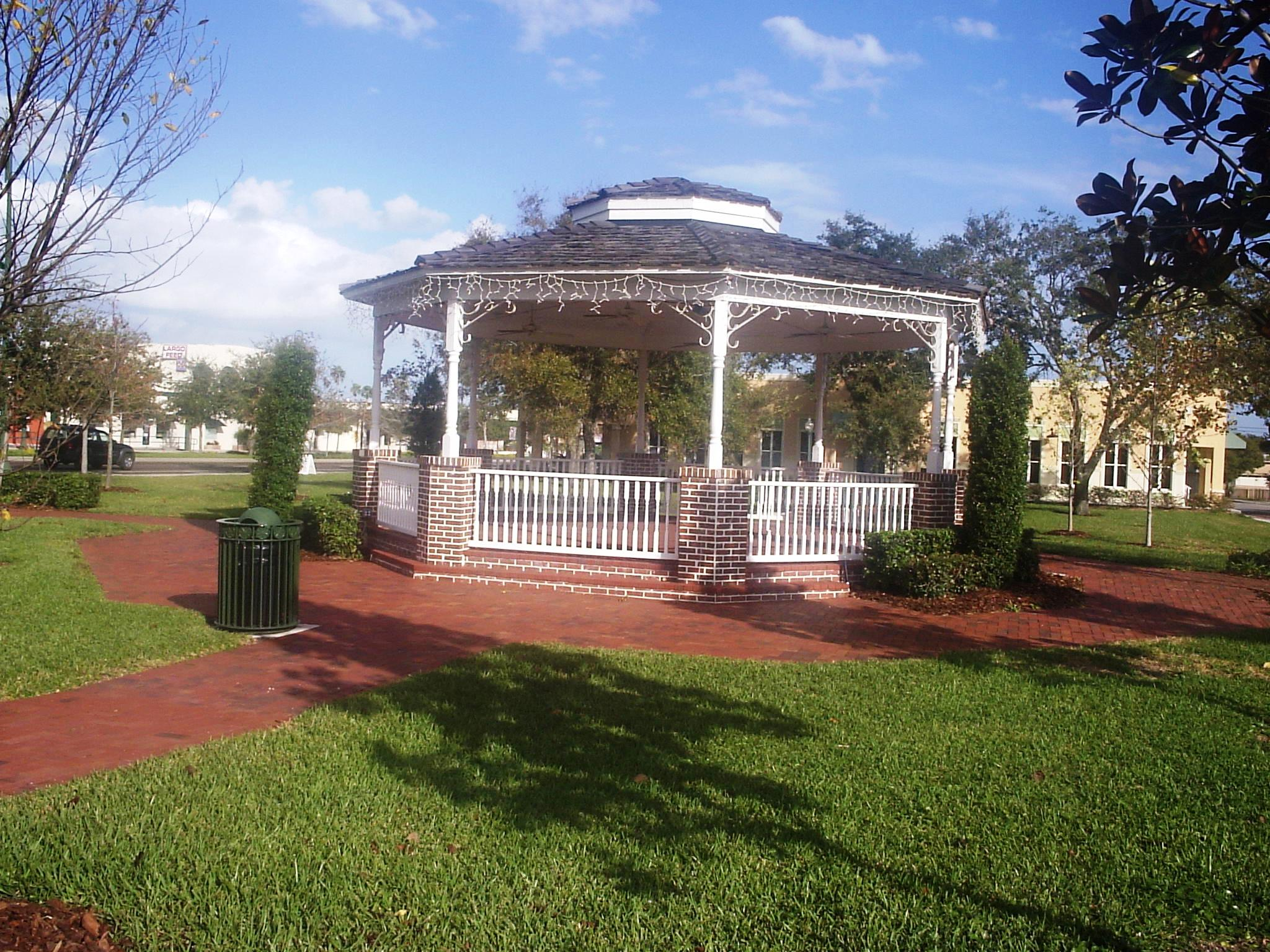
Largo, quiosco de la música en el Parque Ulmer

El departamento de Recreation, Parks and Arts desempeña el papel de organizar programas recreacionales, culturales, ambientales y deportivos. El departamento mantiene los parques de la comunidad, los recintos y los caminos verdes, así como las ofertas educativas, los acontecimientos y las celebraciones de hospitalidad. La reconstrucción, los parques y el departamento de artes agrupa catorce programas en cuatro categorías: La administración, reconstrucción, parques, y artes culturales. La administración proporciona el presupuesto y el soporte administrativo y coordina acontecimientos especiales y la comercialización. La reconstrucción consiste en la reconstrucción de todas las instalaciones y programación activa de la reconstrucción. Los parques coordinan el mantenimiento y la mejora de los parques de la ciudad, suministros para el ajardinamiento, puntos medios y caminos verdes. Los artes culturales manejan y coordinan los  acontecimientos culturales y actividades educativas en el centro cultural e histórico de Largo.

## Biblioteca Pública de Largo
La biblioteca "Largo Public Library" es una de las  bibliotecas con un mayor número de consultas y uso dentro del condado de Pinellas, registra más de 700.000 movimientos anuales de elementos de los diversos formatos: libros, DVD, CDs, vídeos, libros electrónicos y audio libros. 

## Personas prominentes de Largo
- Chloe, cantante, y escritor de letras musicales
- Dexter McCluster, jugador de fútbol americano del Ole Miss
- Leonard T. Schroeder, coronel retirado de la armada de los EE. UU., primer soldado norteamericano en tomar tierra en el desembarco el día-D en la Segunda Guerra Mundial
- John Stansel Taylor, senador por el estado de Florida
- Terrence Mann, actor de cine y de Broadway
- Anastasija Zolotic, primera mujer estadounidense en ganar oro para los Estados Unidos en taekwondo en los Juegos Olímpicos de Tokio 2020